# Christina Taylor
Christina Taylor (* 2. August 1992) ist eine ehemalige neuseeländische Leichtathletin, die im Mittelstrecken- und Hindernislauf an den Start ging.

## Sportliche Laufbahn
Christina Taylor trat nur bei den Ozeanienmeisterschaften 2012 in Cairns international in Erscheinung und gewann dort in 11:21,94 min die Goldmedaille über 3000 m Hindernis und gewann über 1500 Meter in 4:40,21 min die Silbermedaille hinter der Australierin Kate Johnston.

## Persönliche Bestzeiten
- 1500 Meter: 4:37,04 min, 6. April 2013 in Denton
- 3000 m Hindernis: 10:49,98 min, 11. Mai 2013 in Miramar